# Coris (chi cá)
Coris là một chi cá biển thuộc họ Cá bàng chài. Đa số các loài trong chi này được tìm thấy ở khu vực Ấn Độ Dương - Thái Bình Dương, chỉ có hai loài được ghi nhận ở Đông Đại Tây Dương là C. julis và C. atlantica.

## Từ nguyên
Từ định danh của chi bắt nguồn từ kórus (κόρυς trong tiếng Hy Lạp cổ đại) có nghĩa là "mũ bảo hiểm", hàm ý đề cập đến lớp vảy cá bao phủ hộp sọ, mắt và hàm của tất cả các loài bàng chài trong chi này.

## Hình thái và sinh thái học

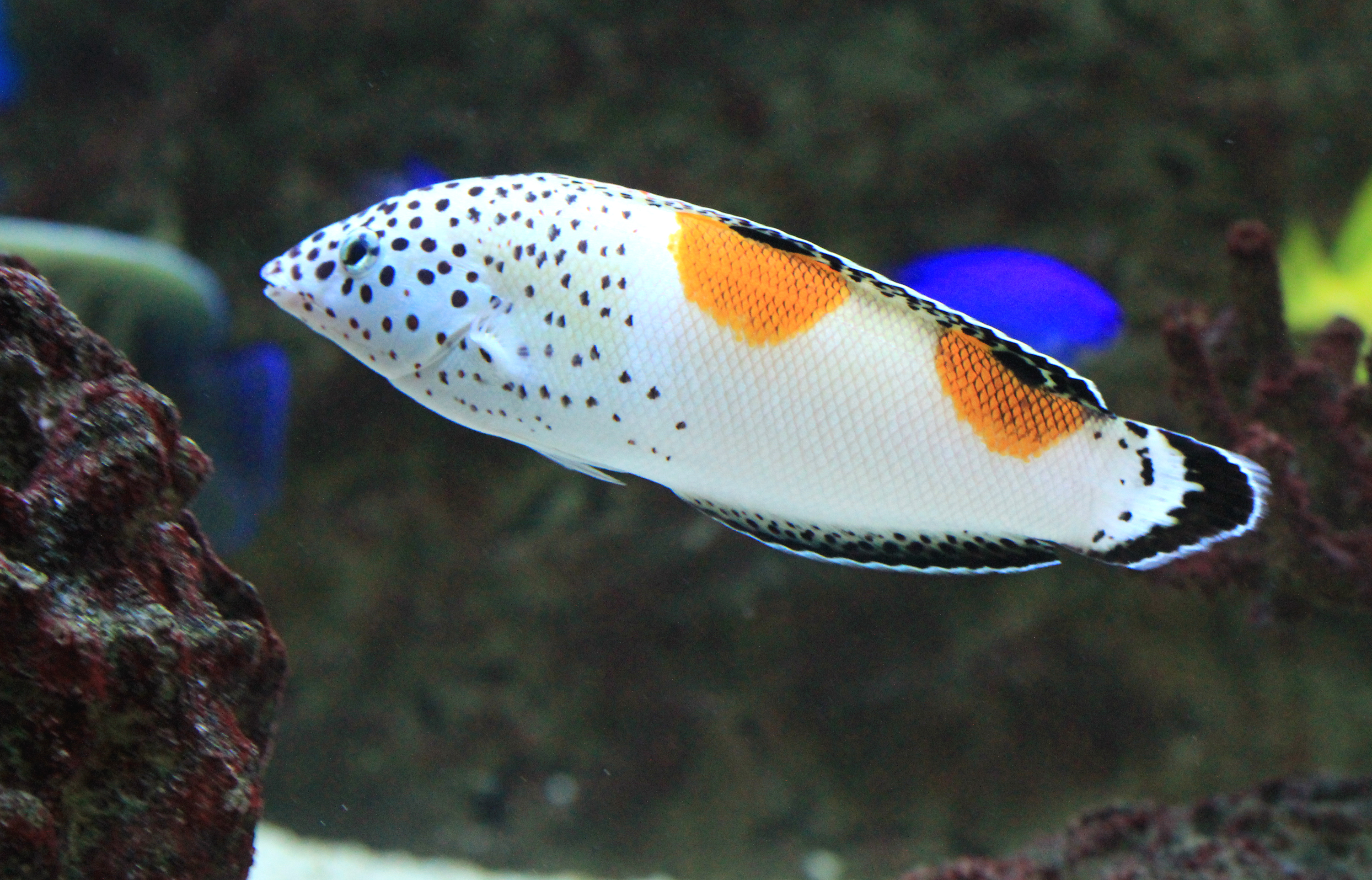
C. aygula chưa trưởng thành

Những loài trong chi Coris có những chiếc răng nanh cứng chắc ở hàm trước và răng hàm lớn ở vùng hầu họng. Những đặc điểm này giúp chúng dễ dàng kiếm ăn trên các loài động vật có vỏ cứng ở tầng đáy.
Ngoại trừ 3 loài C. batuensis, C. variegata và C. latifasciata chỉ có 11 tia vây ở vây lưng và vây hậu môn, các loài Coris còn lại đều có 12 tia. Số gai ở vây lưng là 9 và số gai ở vây hậu môn là 3 ở tất cả các loài Coris.
Coris bao gồm những loài dị hình giới tính, tức cá đực và cá cái có sự khác biệt rõ rệt về kiểu hình. Chính vì sự khác biệt này mà nhiều loài được mô tả như một loài mới nhiều lần. Trong một vài trường hợp, cá con cũng có kiểu hình rất khác so với cá trưởng thành, như C. gaimard hay C. aygula.

## Các loài

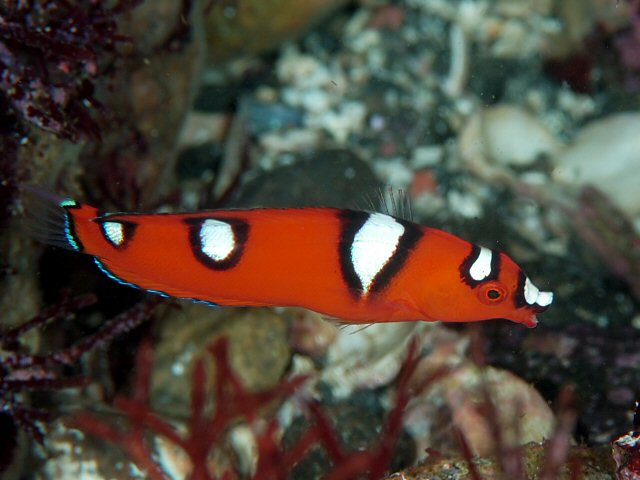
C. gaimard chưa trưởng thành

Có 27 loài được công nhận là hợp lệ trong chi này, bao gồm:
- Coris atlantica Günther, 1862
- Coris auricularis (Valenciennes, 1839)
- Coris aurilineata Randall & Kuiter, 1982[6]
- Coris aygula Lacépède, 1801
- Coris ballieui Vaillant & Sauvage, 1875
- Coris batuensis (Bleeker, 1856)
- Coris bulbifrons Randall & Kuiter, 1982[6]
- Coris caudimacula (Quoy & Gaimard, 1834)
- Coris centralis Randall, 1999
- Coris cuvieri (Bennett, 1831)
- Coris debueni Randall, 1999
- Coris dorsomacula Fowler, 1908
- Coris flavovittata (Bennett, 1828)
- Coris formosa (Bennett, 1830)
- Coris gaimard (Quoy & Gaimard, 1824)
- Coris hewetti Randall, 1999
- Coris julis (Linnaeus, 1758)
- Coris latifasciata Randall, 2013[8]
- Coris marquesensis Randall, 1999
- Coris musume (Jordan & Snyder, 1904)
- Coris nigrotaenia Mee & Hare, 1995
- Coris picta (Bloch & Schneider, 1801)
- Coris pictoides Randall & Kuiter, 1982[6]
- Coris roseoviridis Randall, 1999
- Coris sandeyeri (Hector, 1884)
- Coris variegata (Rüppell, 1835)
- Coris venusta Vaillant & Sauvage, 1875